# 苦啤酒

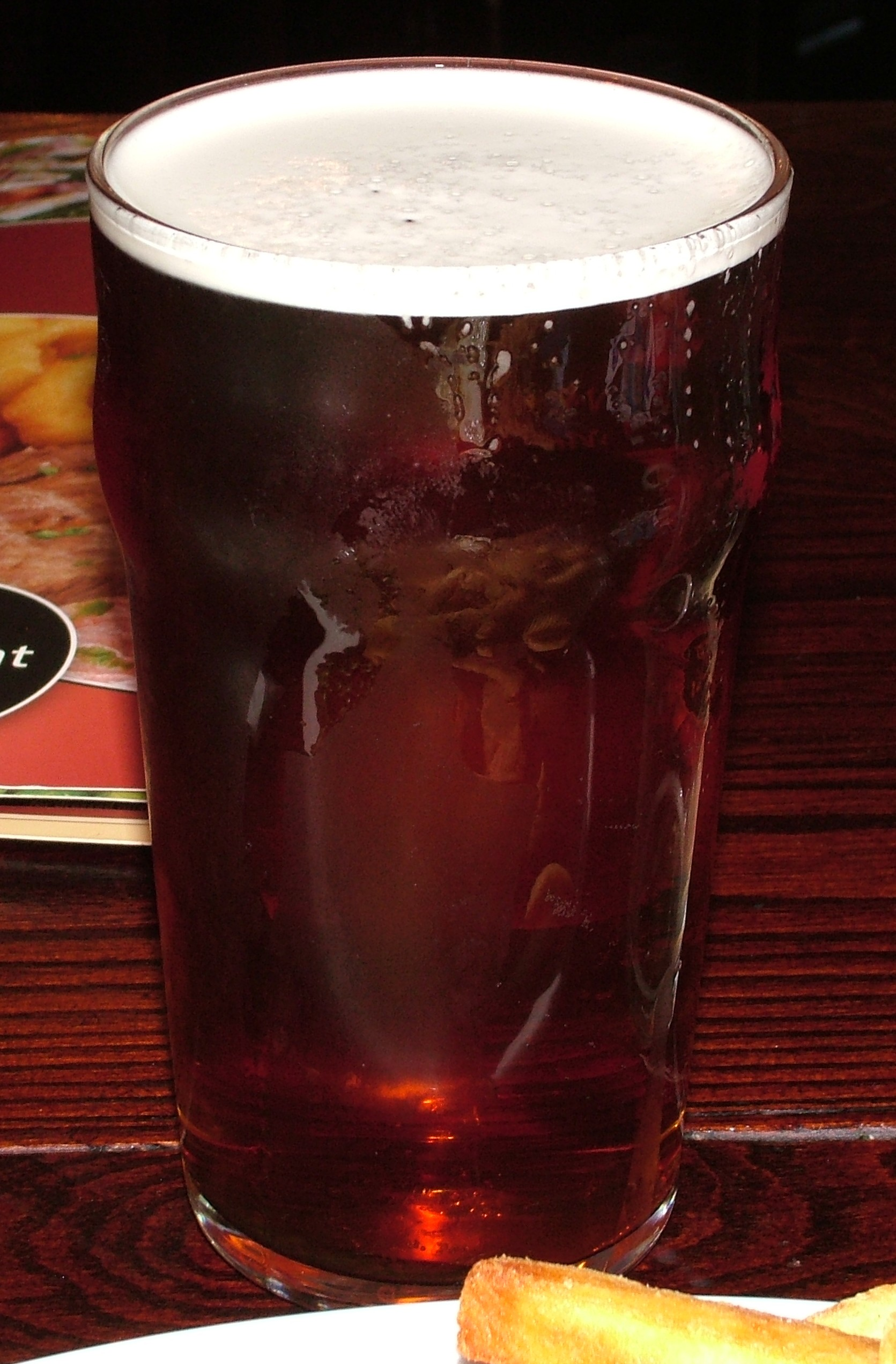
一杯苦啤酒

苦啤酒（英語：Bitter），是英國的一種淡愛爾，它在定義上較為寬鬆，有許多種啤酒都被歸類在這個分類下，在英國，它與愛爾淡啤酒是同義詞。顏色可能是呈暗色或是金黃色，酒精含量約3%至7%間不等。

## 歷史
淡愛爾（pale ale）原先是指用焦炭烘焙過麥芽，之後再發酵做成的啤酒。約在1624年，這個方式開始被用於烘焙麥芽上，1703年前後，淡啤酒（pale ale）這個名稱開始出現。至1830年代，苦啤酒與淡啤酒被當成同義詞。人們用苦味來當成它主要的特徵，用來區別波特啤酒與輕愛爾。
19世紀，巴伐利亞釀酒廠，將原有的淡愛爾，以低溫釀造技術製作，形成淡拉格。
至20世紀，啤酒製造商開始將苦啤酒與淡啤酒分開，但在英國，仍有製造商將苦啤酒標示為淡愛爾（pale ale）。